# Marc Lehmann
Marc Lehmann (* 1970 in Vevey) ist ein Schweizer Journalist und Moderator. Er leitete die Interview-Sendung «Tagesgespräch» im  Schweizer Radio SRF. Seit 2024 ist er publizistischer Leiter der Freiburger Nachrichten.

## Werdegang
Marc Lehmann studierte Zeitgeschichte, osteuropäische Politik und Journalismus und erwarb an der Cardiff University mit einer Diplomarbeit über Kommunikationsmodelle im Fürstentum Liechtenstein einen Master of Arts.
Er begann als Reporter beim Kulturradio Förderband. Später war er Chefredakteur der Regionalsender Radio ExtraBern und TeleBärn, danach Blattmacher bei der Tageszeitung Der Bund. 2005 gehörte er zum Gründungsteam der Radio DRS-Sendung «HeuteMorgen». Von 2007 bis 2014 berichtete er als Auslandskorrespondent mit Sitz in Prag aus Mittel-/Osteuropa für SRF.
2014 erhielt er in Berlin den europäischen Civis-Medienpreis.
Er ist regelmässig auch für den WDR und die Neue Zürcher Zeitung sowie als Konferenz-Moderator tätig; zudem unterrichtet er an der Schweizer Journalistenschule MAZ Luzern.